# Intimate and Live (DVD)
Intimate and Live er en DVD-udgivelse af Kylie Minogues turne Intimate and Live Tour. Den blev filmet i Sydney, Australien den 1. juli 1998 og udgivet den 23. juli 2002.

## Sporliste
1. "Too Far"
2. "What Do I Have to Do?"
3. "Some Kind of Bliss"
4. "Put Yourself in My Place"
5. "Breathe"
6. "Take Me with You"
7. "I Should Be So Lucky"
8. "Dancing Queen"
9. "Dangerous Game"
10. "Cowboy Style"
11. "Step Back in Time"
12. "Say Hey"
13. "Free"
14. "Drunk"
15. "Did It Again"
16. "Limbo"
17. "Shocked"
18. "Confide in Me"
19. "The Loco-Motion"
20. "Should I Stay or Should I Go"
21. "Better the Devil You Know"